# Dzierzgoń (gmina)
Dzierzgoń est une gmina mixte du powiat de Sztum, Poméranie, dans le nord de la Pologne. Son siège est la ville de Dzierzgoń, qui se situe environ 21 km à l'est de Sztum et 68 km au sud-est de la capitale régionale Gdańsk.
La gmina couvre une superficie de 131,4 km2 pour une population de 9 329 habitants en 2017.

## Géographie
Outre la ville de Dzierzgoń, la gmina inclut les villages d'Ankamaty, Bągart, Blunaki, Bruk, Budzisz, Chartowo, Chojty, Jasna, Jeziorno, Judyty, Kamienna Góra, Kuksy, Lisi Las, Litewki, Minięta, Morany, Nowa Karczma, Nowiec, Nowiny, Pachoły, Pawłowo, Piaski Sztumskie, Poliksy, Prakwice, Spalonki, Stanówko, Stanowo, Stara Wieś, Tywęzy et Żuławka Sztumska.
La gmina borde les gminy de Markusy, Mikołajki Pomorskie, Rychliki, Stare Pole, Stary Dzierzgoń et Stary Targ.